# Nagasaki (prefectuur)
De prefectuur Nagasaki  (Japans: 長崎県, Nagasaki-ken) is een Japanse prefectuur op het eiland Kyushu. Nagasaki heeft een oppervlakte van 4095,55 km² en had op 1 april 2008 een bevolking van ongeveer 1.440.087 inwoners. De hoofdstad is Nagasaki.

## Geschiedenis
- De prefectuur Nagasaki is ontstaan uit de samenvoeging van de voormalige provincies Hizen, Tsushima, en Iki.
- Op 9 augustus 1945 wierpen de Verenigde Staten op Nagasaki een atoombom, genaamd Fat Man.
- Tot 2004 had de prefectuur Nagasaki 3 subprefecturen (支庁, shichō). Deze bevonden zich op het eiland Iki, Tsushima en op de Goto-eilanden. Ze werden vervangen door de gelijknamige regionale bureaus (地方局, chihō kyoku).

## Geografie
De prefectuur Nagasaki wordt begrensd door de prefectuur Saga in het oosten. Voor het overige worden de grenzen van de prefectuur gevormd door water, zoals de baai van Ariake, de straat van Tsushima en de Oost-Chinese Zee.
Binnen de prefectuur bevinden zich ook een groot aantal eilanden. De belangrijkste zijn de eilanden Tsushima en Iki. Het merendeel van de prefectuur bevindt zich langs de kust en er zijn dan ook een aantal belangrijke havens, waaronder de hoofdstad Nagasaki en de Amerikaanse marinebasis Sasebo.
De administratieve onderverdeling is als volgt:

### Zelfstandige steden (市) shi
Er zijn 13 steden in de prefectuur Nagasaki.
- Goto
- Hirado
- Iki
- Isahaya
- Matsuura
- Minamishimabara
- Nagasaki (hoofdstad)
- Omura
- Saikai
- Sasebo
- Shimabara
- Tsushima
- Unzen

### Gemeenten (郡 gun)
De gemeenten van Nagasaki, ingedeeld naar district:
| District      | Gemeenten                         |
| ------------- | --------------------------------- |
| Higashisonogi | Hasami - Higashisonogi - Kawatana |
| Kitamatsuura  | Odika - Saza                      |
| Minamimatsura | Shinkamigoto                      |
| Nishisonogi   | Nagayo - Togitsu                  |

### Fusies
(Situatie op 9 juli 2010) 
Zie ook: Gemeentelijke herindeling in Japan
- Op 1 maart 2004 smolten de gemeenten Izuhara, Mitsushima, Toyotama, Mine, Kamiagata en Kamitsushima samen tot de nieuwe stad Tsushima.

- Op 1 maart 2004 fuseerden de gemeenten Gounoura, Katsumoto, Ashibe en Ishida samen tot de nieuwe stad Iki.

- Op 1 augustus 2004 fusioneerde de stad Fukue met de gemeenten Tomie, Tamanoura, Miiraku, Kishiku en Naru tot de nieuwe stad Goto.

- Op 1 augustus 2004 werden de gemeenten Wakamatsu, Kamigoto, Shin'uonome, Arikawa en Narao samengevoegd tot de nieuwe gemeente Shinkamigoto.

- Op 4 januari 2005 werden de gemeenten Koyagi, Ioujima, Takashima, Nomozaki, Sanwa en Sotome (allen van het District Nishisonogi) aangehecht bij de stad Nagasaki.

- Op 1 maart 2005 werden de gemeenten Tarami, Moriyama, Iimori, Takaki and Konagai aangehecht bij de stad Isahaya. Het District Kitatakaki verdween door deze fusie.

- Op 1 april 2005 werden de gemeenten Saikai, Seihi, Oshima, Sakito and Oseto samengevoegd tot de nieuwe stad Saikai.

- Op 1 april 2005 werden de gemeenten Yoshii en Sechibaru aangehecht bij de stad Sasebo.

- Op 1 oktober 2005 werden de gemeenten Ikitsuki, Tabira en Oshima (allen van het District Kitamatsuura) aangehecht bij de stad Hirado.

- Op 11 oktober 2005 smolten de gemeenten Aino, Azuma, Chidiwa, Kunimi, Mizuho, Obama en Minamikushiyama (allen van het District Minamitakaki) samen tot de nieuwe stad Unzen.

- Op 1 januari 2006 werd de gemeente Ariake van het District Minamitakaki aangehecht door de stad Shimabara.

- Op 1 januari 2006 werden de gemeenten Fukushima en Takashima van het District Kitamatsuura aangehecht bij de stad Matsuura.

- Op 4 januari 2006 werd de gemeente Kinkai van het District Nishisonogi aangehecht bij de stad Nagasaki.

- Op 31 maart 2006 werden de gemeenten Kosaza en Uku van het District Kitamatsuura aangehecht bij de stad Sasebo.

- Op 31 maart 2006 fusioneerden alle gemeenten van het District Minamitakaki (Arie, Fukae, Futsu, Kazusa, Kitaarima, Kuchinotsu, Minamiarima en Nishiarie) tot de nieuwe stad Minamishimabara. Het District Minamitakaki verdween door deze fusie.
- Op 31 maart 2010 werden de gemeenten Emukae en Shikamachi van het district Kitamatsuura aangehecht bij de stad Sasebo.[1]

## Bezienswaardigheden
- Het themapark Huis ten Bosch
- De vulkaan Unzen
- Kasteel Hirado

## Geboren
- Arata Fujiwara (1981), atleet

## Galerij

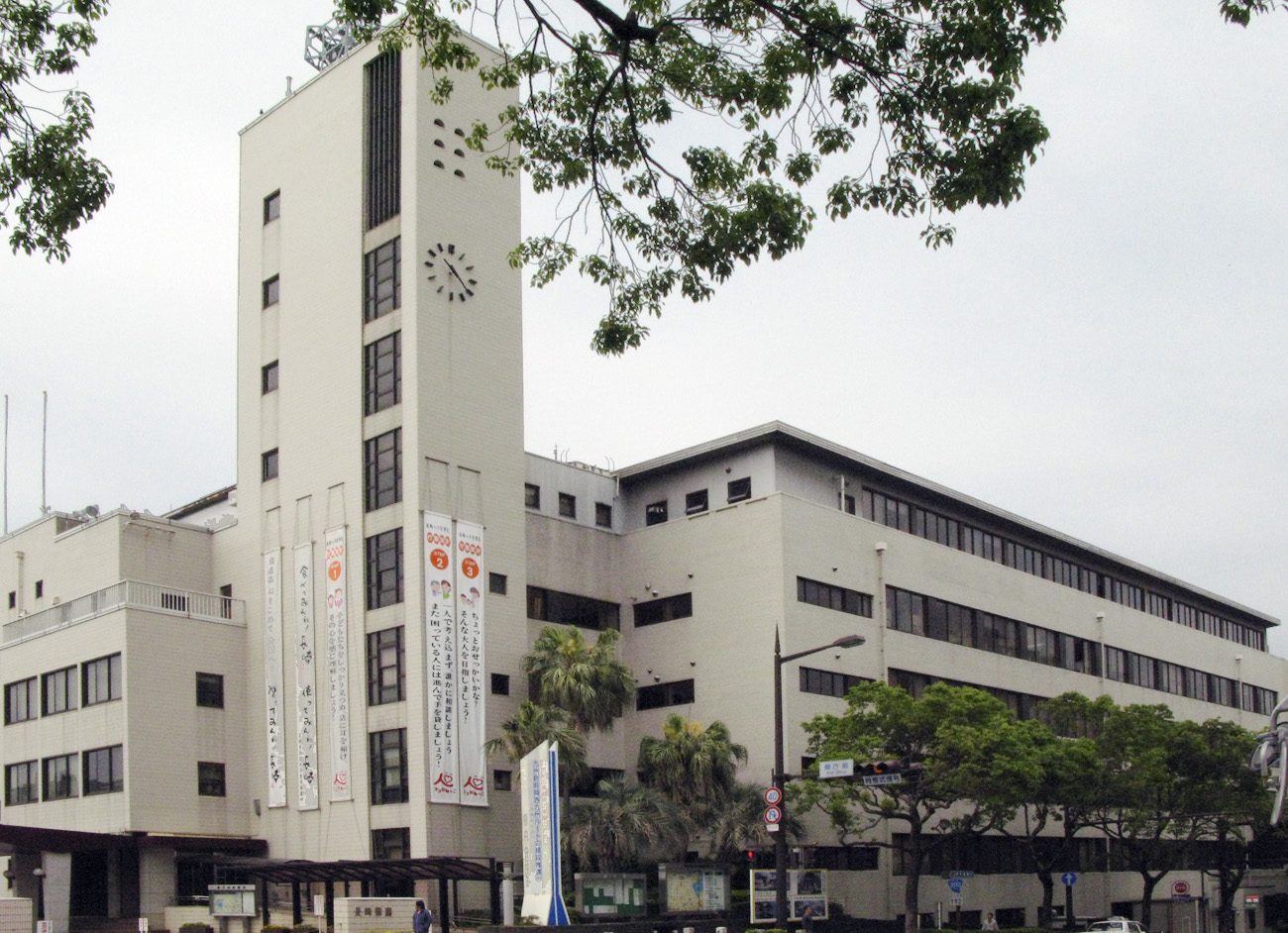
De zetel van de prefectuur Nagasaki
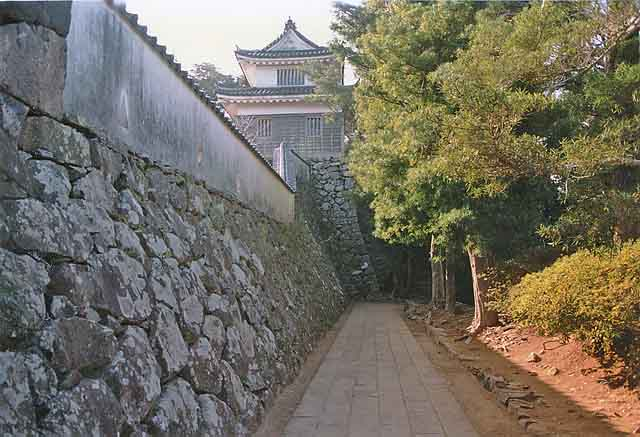
Kasteel Hirado
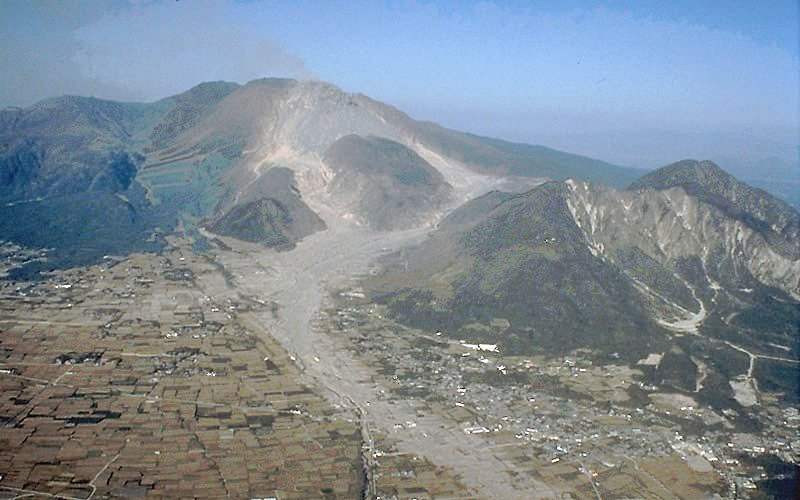
De vulkaan Unzen
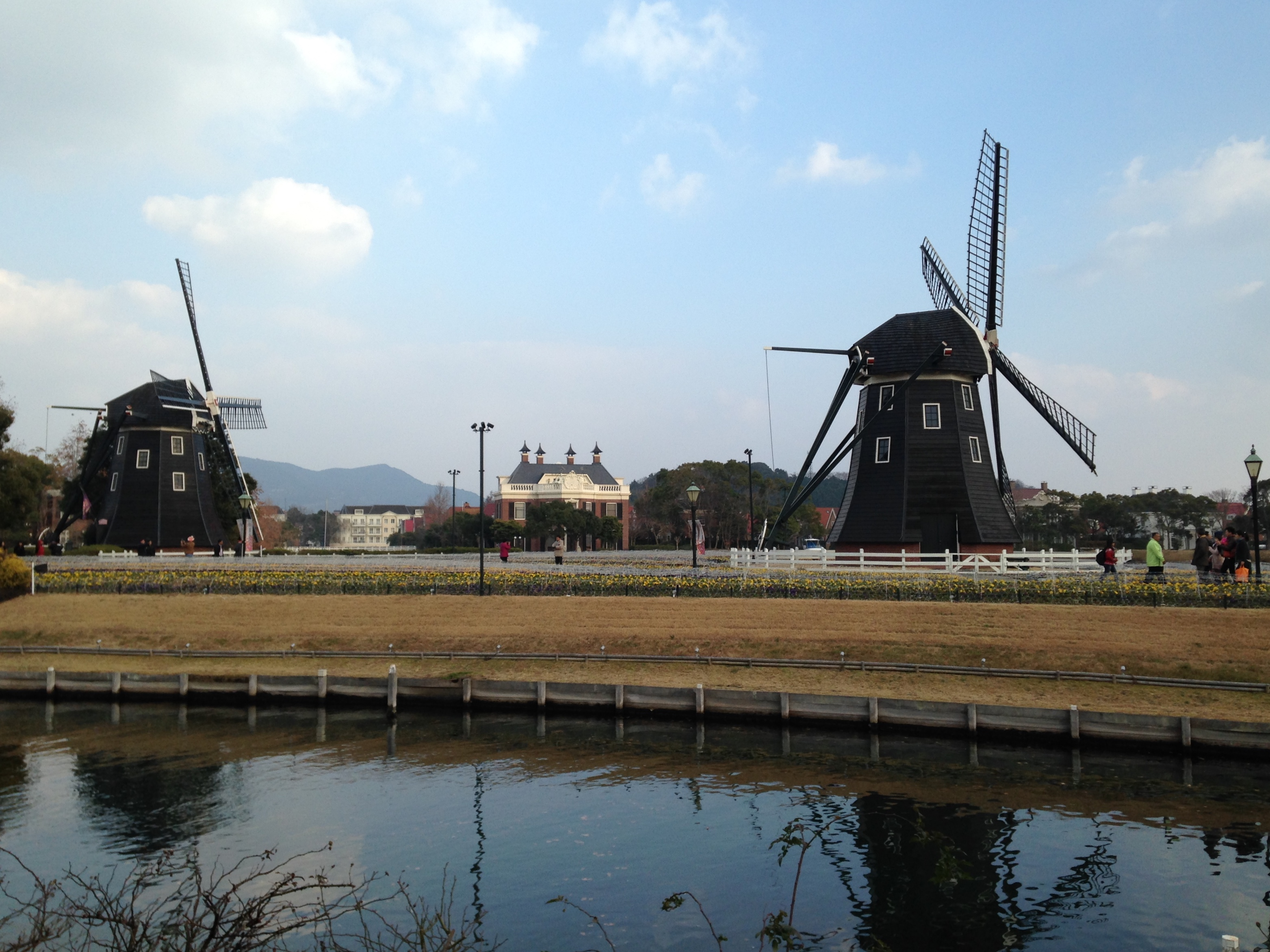
Molens in het themapark Huis ten Bosch